# No Surrender
No Surrender er et pay-per-view-show inden for wrestling produceret af Total Nonstop Action Wrestling (TNA). Det er ét af organisationens månedlige shows og er blevet afholdt i september siden 2006. Den første udgave fandt sted i juli 2005. 

## Resultater

### 2010
No Surrender 2010 fandt sted d. 5. september 2010 fra TNA Impact! Zone i Orlando, Florida.
- TNA World Tag Team Championship: The Motor City Machine Guns (Alex Shelley og Chris Sabin) besejrede Generation Me (Jeremy Buck og Max Buck)
- TNA X Division Championship: Douglas Williams besejrede Sabu
- Velvet Sky besejrede Madison Rayne
- Abyss besejrede Rhino i en Falls Count Anywhere match
- Jeff Jarrett og Samoa Joe besejrede Sting og Kevin Nash
- A.J. Styles besejrede Tommy Dreamer i en "I Quit" match
- Kurt Angle kæmpede uafgjort mod Jeff Hardy i semifinalen i TNA's VM-titelturnering
- Mr. Anderson besejrede D'Angelo Dinero i semifinalen i TNA's VM-titelturnering

### 2011
No Surrender 2011 fandt sted d. 11. september 2011 fra TNA Impact! Zone i Orlando, Florida.
- Jesse Sorensen besejrede Kid Kash
- Bully Ray besejrede James Storm via diskvalifikation
- TNA Women's Knockout Championship: Winter besejrede Mickie James
- TNA World Tag Team Championship: Mexican America (Hernandez og Anarquia) besejrede Devon og D'Angelo Dinero
- Matt Morgan besejrede Samoa Joe
- Bobby Roode besejrede Gunner
- TNA X Division Championship: Austin Aries besejrede Brian Kendrick
- Bobby Roode besejrede Bully Ray
- TNA World Heavyweight Championship: Kurt Angle besejrede Sting og Mr. Anderson